# Ben Edlund
Ben Edlund (* 20. září 1968 Pembroke, Massachusetts) je americký komiksový výtvarník a scenárista.
Je autorem satirického superhrdiny The Tick, kterého vymyslel na střední škole a který se na komiksových stránkách poprvé objevil v létě 1986 v časopisu NEC Newsletter. Později se The Tick stal hlavní postavou také ve dvou stejnojmenných televizních seriálech: animovaném z roku 1994 a hraném z roku 2001.
Na konci 90. letech 20. století spolupracoval s nezávislými filmaři Lisou a Docem Hammerovými, je také spoluautorem scénáře filmu Titan A.E. Po roce 2000 se stal zaměstnancem produkční společnosti Mutant Enemy, kde se podílel na seriálech Josse Whedona – nejprve na krátce vysílané Firefly, později na závěrečné řadě Angela a také na minisérii Dr. Horrible's Sing-Along Blog. Jako vedoucí koproducent pracoval na seriálu Point Pleasant, jako vedoucí producent a scenárista na seriálu Lovci duchů a jako scenárista na seriálu Revoluce.